# David Gabriel
David Gabriel est un artiste plasticien et militant altermondialiste français.
Actif dans le mouvement graffiti dans les années 1990, il participe au contre-sommet du G8 à Gênes, base de son engagement politique. En 2003, il ouvre "La Maison de David", un lieu underground de Marseille où se mêlent une nouvelle génération d'artistes et d'activistes. Il est cofondateur du collectif la Rage du Peuple. Il s'implique dans la lutte contre le projet Euroméditerranée. Il s'intéresse également aux relations entre art, politique et espace. Il développe plusieurs projets notamment l'Espace Zapatiste, en lien avec le Forum social mondial, où il expérimente avec d'autres activistes des "nœuds d'interconnexions globales".
Entre septembre 2010 et décembre 2012, il a participé à la mise en œuvre dans l'agglomération grenobloise d'une démarche de community organizing. Cette expérience connue sous le nom de projet Echo a cherché à adapter au contexte français les principes développés à Chicago par Saul Alinsky et largement repris aux États-Unis et au Royaume-Uni par la suite (Citizens UK ou London Citizens par exemple). Selon le journal Le Monde, cette expérience sert de référence à une réflexion sur les pratiques d'autonomisation comme possible horizon de la politique de la ville.
De décembre 2012 à septembre 2015, il a participé à l'Atelier Populaire d'Urbanisme de la Villeneuve de Grenoble pour faire face à la rénovation urbaine de l'Arlequin. Il créera l'équipe [[Planning]] pour imaginer avec les habitants des alternatives au projet urbain mené par la municipalité et l'Etat par l'ANRU. Cette mobilisation des habitants jouera un modeste rôle dans l'élection de la nouvelle coalition écologiste, de gauche et citoyenne menée par Éric Piolle. Un récit de cette expérience a fait l'objet d'un livre publié aux éditions PUCA.